# Я — актриса
«Я — актриса» — фильм студии «Ленфильм».

## Сюжет
История жизни великой русской актрисы Веры Фёдоровны Комиссаржевской.

## В ролях
- Наталья Сайко — Вера Комиссаржевская
- Олег Вавилов — Антон Чехов
- Афанасий Кочетков — Максим Горький
- Пётр Меркурьев — Всеволод Мейерхольд
- Юрий Цветов — Фёдор Комиссаржевский, отец
- Тамара Абросимова — Мария Комиссаржевская, мать
- Константин Адашевский — Станиславский
- Гражина Байкштите — Надежда Скарская, сестра Веры
- Владимир Коренев — Н.П. Рощин-Инсаров, актёр Александринского театра
- Марк Никельберг — антрепренёр
- Бруно Фрейндлих — Владимир Николаевич Давыдов, управляющий театрами
- Карина Моритц — дочь Надежды

## Отзывы критиков
- «Советский экран», № 23, декабрь 1980. Римма Кречетова «Цена вдохновения».
- «Правда», 12 апреля 1980. В. Г. Комиссаржевский «Писатель и актриса».